# Creney-près-Troyes
Creney-près-Troyes település Franciaországban, Aube megyében. Lakosainak száma 1996 fő (2022. január 1.). Creney-près-Troyes Assencières, Lavau, Luyères, Pont-Sainte-Marie, Saint-Parres-aux-Tertres, Vailly és Villechétif községekkel határos.

## Népesség
A település népessége az elmúlt években az alábbi módon változott:
| Lakosok száma | 686  | 1587 | 1550 | 1523 | 1741 | 1783 | 1845 | 1982 | 1997 | 1996 |
|               | 1968 | 1982 | 1990 | 2006 | 2013 | 2015 | 2017 | 2019 | 2020 | 2022 |